# Sopa wantán
La sopa wantán es una sopa china, popular en la cocina chifa de la gastronomía del Perú.

## Descripción
La sopa wantán está hecha a base de caldo de pollo, carne de pollo, cerdo asado y wantán. También puede llevar col china y fideos chinos, además de langostinos. Usualmente lleva tres o cuatro wantanes y se sirve con cebollita china.
Una vez servida la sopa, generalmente se le agrega sillao a modo de aderezo.